# اولادزیسلاو اسمیاهلیکاو
اولادزیسلاو اسمیاهلیکاو (بلاروسی: Уладзіслаў Віктаравіч Смяглікаў؛ زادهٔ ۵ آوریل ۱۹۹۳) بوکسور اهل بلاروس است.